# Bunaeopsis aurata
Bunaeopsis aurata är en fjärilsart som beskrevs av Pierre Claude Rougeot 1972. Bunaeopsis aurata ingår i släktet Bunaeopsis och familjen påfågelsspinnare. Inga underarter finns listade i Catalogue of Life.